# Mariusz Janiak
Mariusz „Kajtek” Janiak (ur. 1965, zm. 30 lipca 2025) – polski perkusista, członek zespołu Sedes.

## Życiorys
Był współzałożycielem i perkusistą wrocławskiego zespołu Sedes w którym występował w latach 1980–1985, współtworząc go z Janem „Młodym” Siepielą i Adamem „Kucharzem” Zalewskim. W tym okresie zespół wystąpił między innymi na Festiwalu w Jarocinie. Ich archiwalne nagrania z Festiwali Młodej Generacji w Jarocinie w 1983 i 1984 zostały opublikowane w 2019 roku na albumie pt. Jarocin 83 / 84 (Archiwum 1983 / Archiwum 1984).
Następnie udzielał się jako perkusista w zespołach Program 3, Creation Jungle, Los Lovers, Serpent Beat, Heysel, Friktal oraz Fak Ihr.
Wystąpił w filmie dokumentalnym pt. Za to że żyjemy czyli punk z Wrocka w reż. Tomasza Nuzbana z 2014. Wywiad z nim ukazał się w opracowaniu Pawła Piotrowicza pt. Wrocławska niezależna scena muzyczna 1979–1989 oraz pt. Sedes: Zaczęło się od wagarów na łamach  „Gazety Wyborczej”.
Został pochowany na Cmentarzu Grabiszyńskim we Wrocławiu.

## Wybrana dyskografia
- Serpent Beat – Serpent Beat (1999)[7]
- Los Loveros – Ekscentrycy (RitaBaum, 2015)[8]
- Sedes – Jarocin 83 / 84 (Archiwum 1983 / Archiwum 1984) (Lou & Rocked Boys, 2019; nr kat: LOU 231CD)[9]